# Bourse du travail de Paris
 (avril 2025).
Si vous disposez d'ouvrages ou d'articles de référence ou si vous connaissez des sites web de qualité traitant du thème abordé ici, merci de compléter l'article en donnant les références utiles à sa vérifiabilité et en les liant à la section « Notes et références ».
La bourse du travail de Paris est un établissement public administratif de la ville de Paris. Elle constitue pour les travailleurs un foyer où ils peuvent trouver des lieux de réunions syndicales et des informations professionnelles.
Elle est composée d'un bâtiment principal, situé dans le 10e arrondissement au no 3 de la rue du Château-d'Eau, et de deux annexes situées dans le 3e arrondissement (annexe Varlin au no 85, rue Charlot et annexe Turbigo au no 67, rue de Turbigo).

## Les bâtiments

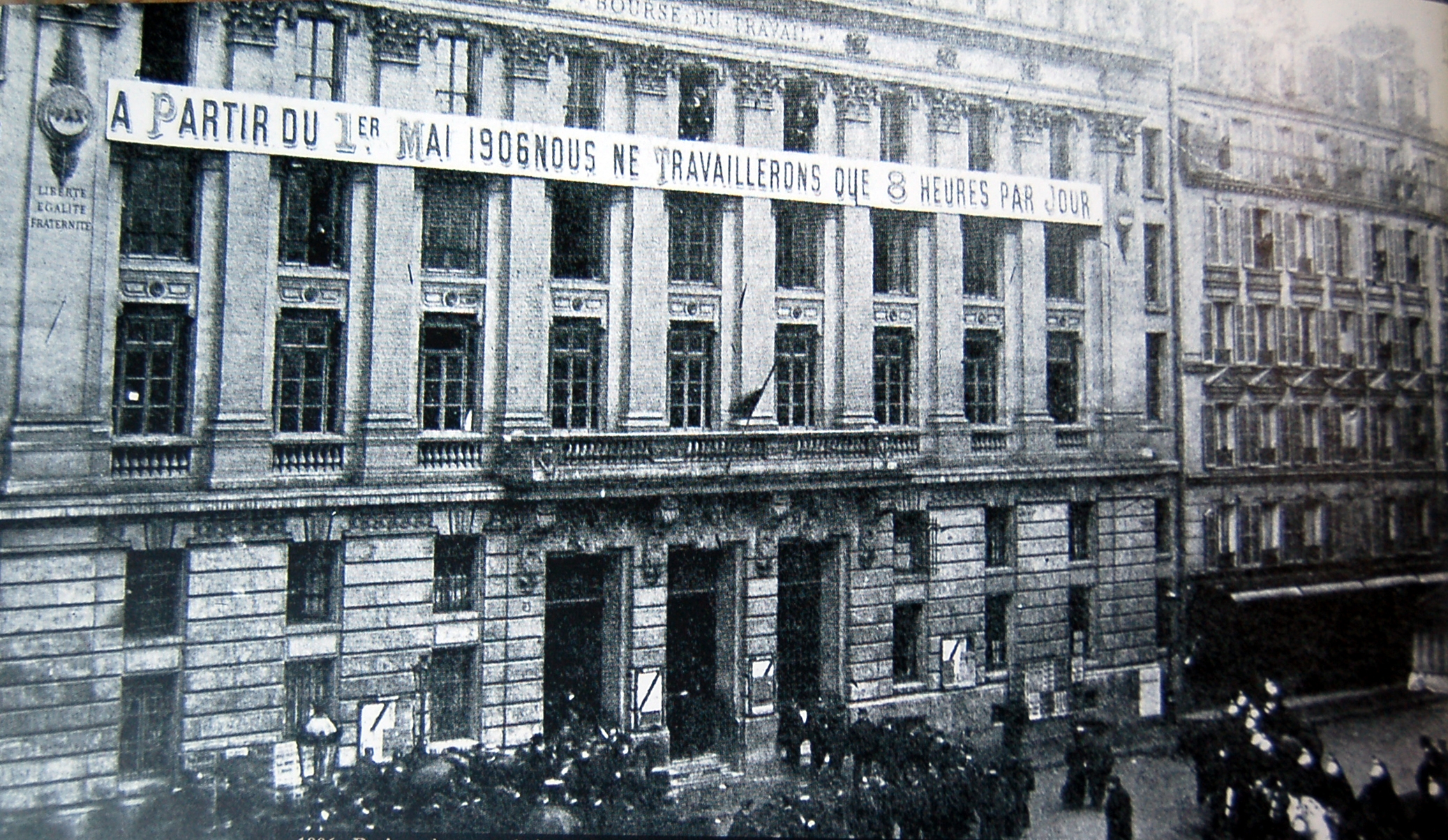
Manifestation à la Bourse du travail en 1906 pour la journée de 8 heures.
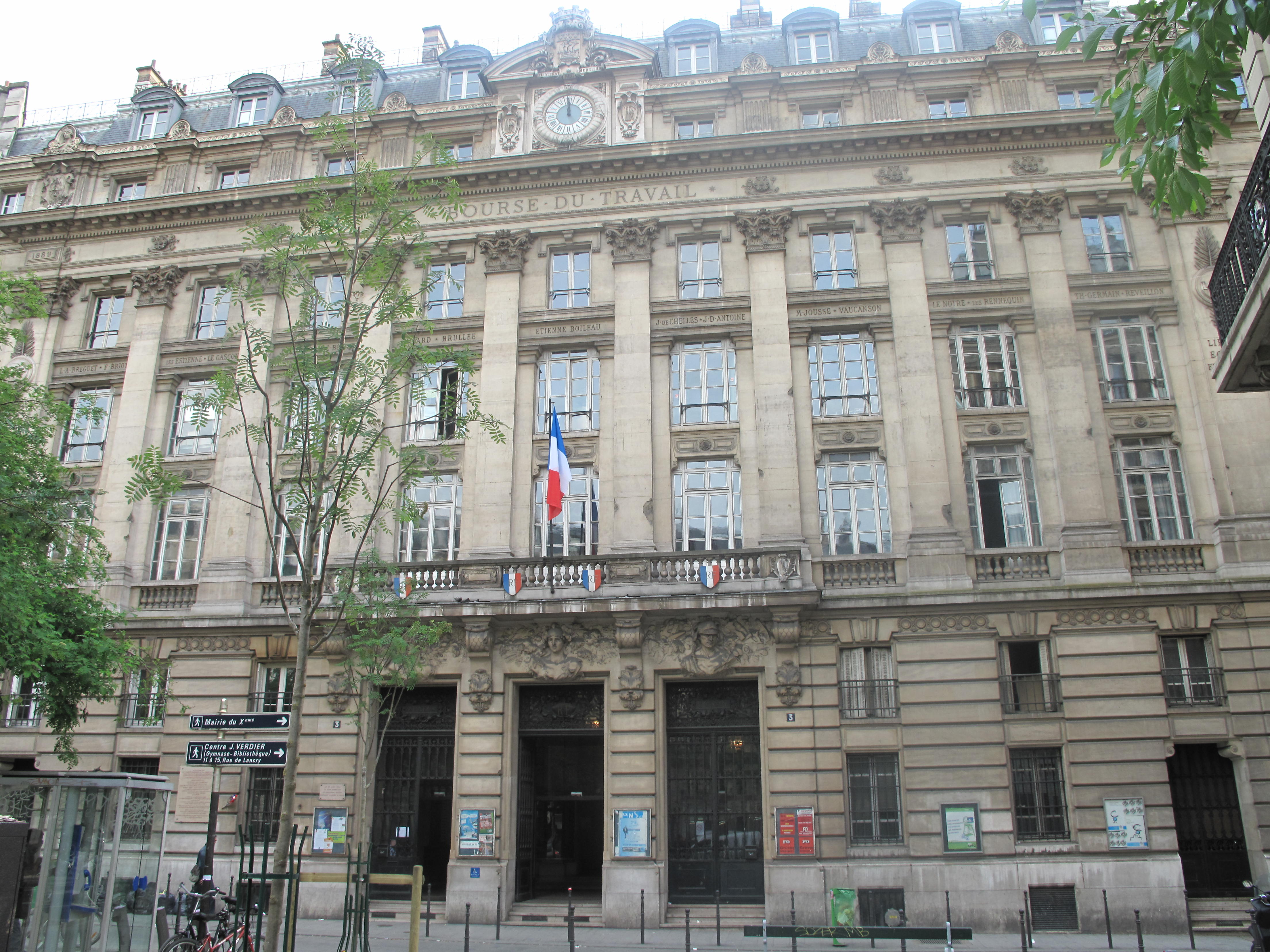
La bourse principale, rue du Château-d'Eau.

### La bourse centrale
La bourse centrale est située au no 3 de la rue du Château-d'Eau dans le 10e arrondissement.
L'idée de la construction de la bourse du travail émerge la première fois en 1790. Elle est formalisée en 1843 par l'action de M. De Molinari, économiste, pour organiser un marché du travail afin de rendre public le niveau des salaires. Le projet est abandonné principalement parce qu'une telle publicité aurait attiré à Paris des travailleurs de province.
Le préfet de police M. Ducoux, en 1848, dépose en mairie un projet étatique de « bourse des travailleurs ». Cette bourse devait renseigner les travailleurs sur le prix de leur travail, leur embauchage et permettre aux patrons de se renseigner sur les prix des marchandises.
Elle est construite de 1888 à 1896 par Joseph-Antoine Bouvard (1840-1920), alors architecte de la ville de Paris, sur un terrain précédemment occupé par le Grand Café parisien. Sa façade imposante de cinq étages aux pilastres corinthiens monumentaux surmontés d'une horloge est de style Renaissance classique.
Son inauguration a lieu en mai 1892. Le terrain a coûté 1 010 000 francs et la construction 1 920 000 francs.

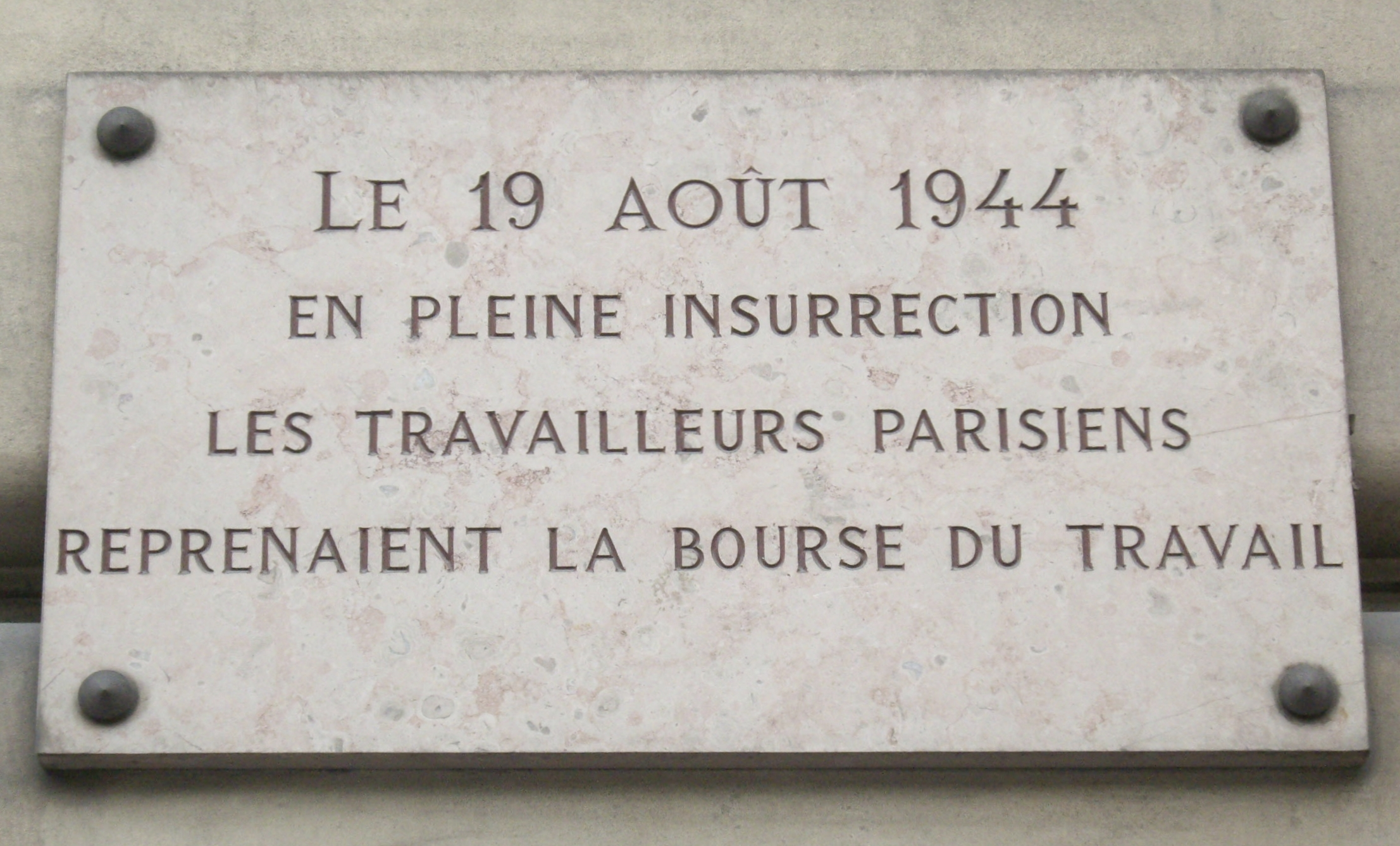
Plaque commémorant la prise de la Bourse du travail lors de la libération de Paris en août 1944.
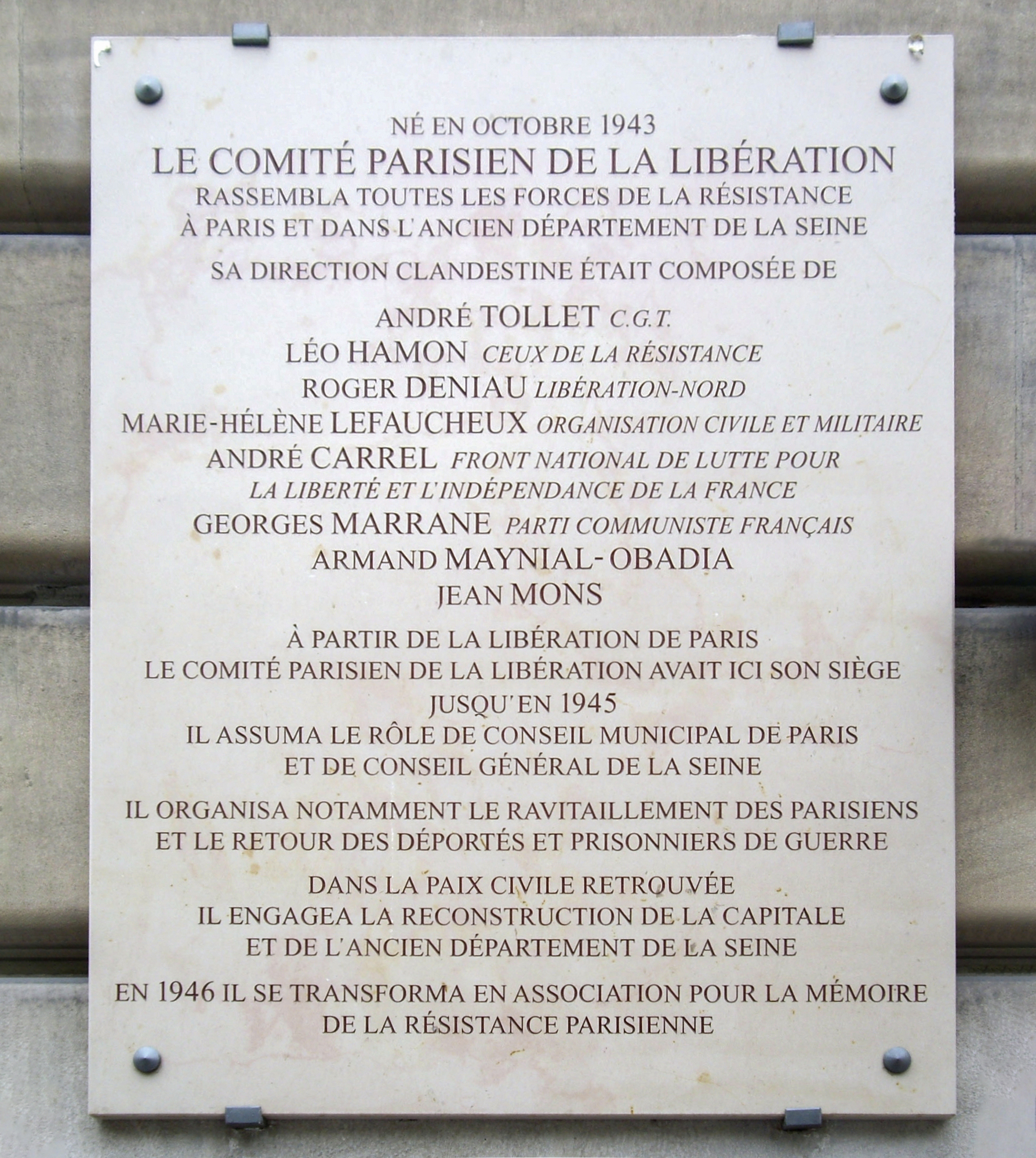
Plaque du Comité parisien de la Libération sur la façade.

### L'annexe Varlin
L'annexe Varlin est située au no 85 de la rue Charlot, dans le 3e arrondissement. Elle abrite notamment une grande salle de 400 places (salle Eugène Hénaff). 

### L'annexe Turbigo
L'annexe Turbigo est située au no 67 de la rue de Turbigo, dans le 3e arrondissement.

## Vidéo
- Bernard Baissat et Jean Maitron, Écoutez la Bourse du Travail de Paris, 1982, 84 minutes, voir en ligne.